# Saint-Aubin-du-Thenney

Saint-Aubin-du-Thenney este o comună în departamentul Eure, Franța. În 1 ianuarie 2022 avea o populație de 350 de locuitori.